# Strong Arms of the Ma
Strong Arms of the Ma, titulado Los fuertes brazos de la madre en España y El brazo fuerte de mamá en Hispanoamérica, es el noveno episodio de la decimocuarta temporada de la serie animada Los Simpson, emitido originalmente el 2 de febrero de 2003. Fue escrito por Carolyn Omine y dirigido por Pete Michels. Es el episodio número 300 de la serie, aunque Barting Over fue anunciado por Fox como el 300, es el episodio 302.

## Sinopsis
Todo comienza cuando la familia Simpson asiste a la Venta de Garaje de Bancarrota de Rainier Wolfcastle, donde todo lo que él posee se vende a bajísimos precios. Homer le pregunta si tiene algo que se revalorice cuando él muera, y Rainer le ofrece su viejo equipo de entrenamiento (con pesas y mancuernas incluidas); Homer las compra, y las pone en el auto al estilo Tetris, pero como no había espacio para él en el auto, Rainer lo llevó a casa en una cangurera. En el camino a casa, dentro del coche todos huelen algo feo, y descubren que Maggie tiene que ser cambiada de pañal. Marge pasa por el Kwik-E-Mart, y aunque Apu no le permite usar el baño, al oler a Maggie, acepta. Cuando Marge sale por la puerta de servicio, en el callejón es atacada por un ladrón con una máscara de Goofy, que le roba su collar de perlas, lo que hace que sufra un colapso nervioso y casi atropelle a sus hijos al volver con el auto a casa.
Al día siguiente, cuando Marge va a salir a hacer las compras, Homer le da un spray de gas pimienta para defenderse de posibles ataques, pero en el Kwik-E-Mart , Marge se asusta al ver a Ralph Wiggum, que solo quería saludarla, y lo rocía con el spray. De nuevo en casa, Bart le hace notar que se estacionó sobre el cartero.
Marge ya no puede ni cruzar el porche de su casa, lo que indica que sufre de agorafobia, por lo que la familia resuelve instalarse en el sótano. Un día, estando sola en casa, al estar aburrida y sin nada que hacer por el miedo a salir al exterior, descubre las pesas que compró Homer y se dedica a entrenar para pasar el rato.
En dos semanas, el físico de Marge mejora considerablemente, y ya posee abdominales bien definidos. Un día sale a buscar limón afuera, y al tomar uno, descubre que ya no sufre agorafobia ni trastornos nerviosos. Marge empieza a correr alegremente por toda la ciudad. Entonces se encuentra con el mismo ladrón que le quitó el collar, al que hace arrestar luego de darle una paliza enfrente de todo el público. Marge, incentivada después de su valiente acto, entrena con más intensidad.
Un día, asiste a un gimnasio en una playa, donde se encuentra con Ruth Powers. Ruth, con un físico notable, le recomienda a Marge usar esteroides para aumentar su masa muscular rápidamente. Además, la incentiva a participar en un concurso de fisicoculturismo femenino. Antes del concurso, Marge decide tener relaciones sexuales con Homer, aunque este, asustado, intenta rehusarse. Aun así, ella lo hace. Bajo el efecto de los esteroides entrena más intensamente, logrando un físico sumamente musculoso. En el concurso, Marge termina segunda, lo que la pone de mal humor.
Luego del concurso, en la taberna de Moe, y ante la vista de varios hombres celebrando, Homer trata de calmar a Marge, que se encuentra de muy mal humor (lo que da de manifiesto el efecto secundario de los esteroides), y sumado a su tremenda fuerza e inusitada masa muscular, crea una auténtica receta para el desastre. Luego de que Homer se retira al baño, Marge se enfurece luego de escuchar un comentario de Moe y arma una gresca en el bar, noqueando a todos los hombres que se encuentran allí. Cuando Homer sale del baño, encuentra el bar destrozado, a todos los hombres inconscientes y a Marge fuera de sí, sosteniendo la rockola con sus brazos (la había lanzado a varias personas durante la pelea, ya que gracias a su fuerza podía levantarla sin problemas). 
Homer, luego, trata de razonar con ella, tratando de convencerla de que deje los esteroides, y Marge accede, al ver el desastre que había armado. Se disculpa y se retira con Homer. Moe, al ver su bar en ruinas, no tiene más alternativa que prenderle fuego. Luego Carl le aclara que, si pensaba cobrar el seguro, tendría que haberlo contratado antes del incendio y Moe se desanima.
Por último, en la casa de los Simpson, Marge se deshace de las pesas arrojándolas a la caldera, en el sótano. Homer le pregunta a Marge si esta lista para un "gran entrenamiento". Marge carga sobre sus brazos a Homer para llevarlo, ya que conserva su fuerza física pero al final, Homer hace enfadar a Marge y esta lo golpea por hacer bromas.